# Deja Vu (Mike-Singer-Album)
Deja Vu ist das dritte Studioalbum des deutschen Popsängers Mike Singer, das im Januar 2018 erschien.

## Entstehung und Veröffentlichung
Die Erstveröffentlichung von Deja Vu erfolgte am 19. Januar 2018 bei Warner Music. Das Album erschien in seiner Originalausführung als CD, Download und Streaming mit 14 Titeln (Katalognummer: 5054197-8957-2-2). Am gleichen Tag erschien eine Deluxeausführung mit Bonus-DVD (Katalognummer: 5054197-8959-2).
Geschrieben und produziert wurden die Lieder von verschiedenen, wechselnden Autoren und Produzenten. Mike Singer selbst war am Schreibprozess beteiligt.

## Titelliste
| Nr. | Titel                        | Autor(en)                                                                   | Länge |
| --- | ---------------------------- | --------------------------------------------------------------------------- | ----- |
| 1.  | Unendliche Geschichte        |                                                                             | 3:09  |
| 2.  | Galaxie (feat. Sierra Kidd)  | Sebastian Moser, Thomas Porzig, Mike Singer, Jan Platt, Manuel Jungclaussen | 3:28  |
| 3.  | Bester Tag                   |                                                                             | 2:52  |
| 4.  | Alles an Dir (feat. Kay One) |                                                                             | 3:04  |
| 5.  | Vergessen wie Du heisst      |                                                                             | 2:50  |
| 6.  | Zwei Seiten                  |                                                                             | 3:45  |
| 7.  | Safe Digga (feat. Slimane)   | Jan Philipp Bednorz, Mike Singer, Jan Platt, Slimane Nebchi                 | 2:54  |
| 8.  | Stage                        |                                                                             | 3:15  |
| 9.  | Singer                       |                                                                             | 2:55  |
| 10. | Home Sweet Home              |                                                                             | 3:02  |
| 11. | Deja Vu                      | Marc Adomako, Jan Bednorz, Jan Platt, Mike Singer                           | 3:09  |
| 12. | Fantasie (feat. Teesy)       |                                                                             | 3:57  |
| 13. | Phänomen                     |                                                                             | 3:19  |
| 14. | Flashbacks                   | Bahar Henschel, Keno Seferagic, Guido von Monrath, Mike Singer              | 2:57  |

## Singleauskopplungen
| Jahr | Titel      | Höchstplatzierung, Gesamtwochen, AuszeichnungChartplatzierungen (Jahr, Titel, , Platzierungen, Wochen, Auszeichnungen, Anmerkungen) | Höchstplatzierung, Gesamtwochen, AuszeichnungChartplatzierungen (Jahr, Titel, , Platzierungen, Wochen, Auszeichnungen, Anmerkungen) | Anmerkungen                                                  |
| Jahr | Titel      | DE | AT | Anmerkungen                                                  |
| ---- | ---------- | --- | --- | ------------------------------------------------------------ |
| 2017 | Deja Vu    | DE65 Gold · (10 Wo.)DE | AT56 (1 Wo.)AT | Erstveröffentlichung: 29. September 2017 Verkäufe: + 200.000 |
| 2017 | Galaxie    | — | — | Erstveröffentlichung: 17. November 2017 feat. Sierra Kidd    |
| 2018 | Safe Digga | — | — | Erstveröffentlichung: 24. August 2018 feat. Slimane          |

## Rezensionen
Yannik Gölz von laut.de schrieb zusammenfassend zu den Titeln des Albums: „[…] Deja Vu wäre gerne Highlife, Jetset, schnelles und intensives Leben – wie seine Popstar-Vorbilder. Aber egal, wie berühmt dieser Junge wird, egal, wie viel radiotaugliche Produktion man ihm zuschiebt: Mike Singer hat nichts von diesem Charisma.“

## Chartplatzierungen
Deja Vu avancierte für Singer zum zweiten Nummer-eins-Album in Deutschland, zum zweiten Top-10-Album in Österreich (Rang 2) sowie zum ersten Top-10-Album in der Schweiz (Rang 2). In allen drei Ländern ist es zugleich sein zweites Chartalbum.
| ChartsChartplatzierungen | Höchstplatzierung | Wochen |
| ------------------------ | ----------------- | ------ |
| Deutschland (GfK)        | 1 (13 Wo.)        | 13     |
| Österreich (Ö3)          | 2 (5 Wo.)         | 5      |
| Schweiz (IFPI)           | 2 (4 Wo.)         | 4      |

| ChartsJahrescharts (2018) | Platzierung |
| ------------------------- | ----------- |
| Deutschland (GfK)         | 35          |